# Brasserie Contreras
 (avril 2021).
Si vous disposez d'ouvrages ou d'articles de référence ou si vous connaissez des sites web de qualité traitant du thème abordé ici, merci de compléter l'article en donnant les références utiles à sa vérifiabilité et en les liant à la section « Notes et références ».
La Brasserie Contreras (en néerlandais : Brouwerij Contreras) est une brasserie familiale belge située dans la commune de Gavre en province de Flandre-Orientale. Elle brasse principalement les bières Contrapils et Valeir.

## Histoire
La brasserie Latte est fondée en 1818 à Gavre, village des Ardennes flamandes sur la Molenstraat à environ 1 km de la rive droite de l'Escaut. Il s'agit d'une ferme-brasserie comme c'est souvent le cas à cette époque. Les travaux des champs se font à la belle saison et le brassage en automne et en hiver. Dans la seconde moitié du XIXe siècle, Valère Latte est propriétaire de la brasserie. Il la vend en 1898 à René Contreras qui est d'origine espagnole. L'entreprise devient la brasserie Contreras. René Contreras vend à son tour la brasserie en 1920 à son neveu Marcel Contreras qui agrandit et modernise l'entreprise en lui permettant de brasser des bières à fermentation basse en plus de celles à fermentation haute. En 1957, Willy Contreras rejoint son père dans l'entreprise familiale qu'il dirige en 1982 quand son père décède. Après 2000, Ann, la fille unique de Willy Contreras, accompagnée par son compagnon Frederik De Vrieze, reprend progressivement la brasserie familiale. Elle représente la quatrième génération des brasseurs Contreras.

## Bières
La brasserie produit une bière de fermentation basse :
- Contrapils, une bière de type Pils titrant 5 % en volume d'alcool et créée en 1954.

Les autres bières sont de fermentation haute :
- Contreras' Especial Mars, une bière blonde titrant 6,5 % en volume d'alcool et créée en 1898.
- Tonneke, une bière blonde ambrée titrant 5 % en volume d'alcool et créée en 1818. Elle était à l'origine uniquement commercialisée en petits tonneaux de chêne, d'où son nom. Depuis 2008, la Tonneke est reconnue comme produit régional.
- La Valeir créée à partir de 2004 se décline en quatre variétés : Blond, Donker, Extra (titrant chacune 6,5 % en volume d'alcool) et Divers (titrant 8,5 % en volume d'alcool).